# 弗雷迪·阿杜
弗雷迪·阿杜（Freddy Adu，1989年6月2日—）是一位出生於加納特马的美國职业足球运动员，曾效力美國足球大聯盟的皇家盐湖城足球俱乐部，被视为非常有潜质的青年球员。

## 球評
1989年出生的年輕黑人球員阿杜在2003年的世少盃已經表現出他是個「表現光芒萬丈的神童」。他喜歡控球在腳，利用自己的速度和腳法挑戰對手，不論是左腳抑或是右腳都應用自如，不管是盤球、傳球以及射門的造詣都游刃有餘，使人眼睛為之一亮。

## 去向
出色的球技、年輕的歲數，都是歐洲各大球會，如曼聯、國際米蘭等，想羅致這位「表現光芒萬丈的神童」的原因。雖然歐洲確實具吸引力，但阿杜認為自己應留在美國吸收更多的經驗，阿杜在2005年从华盛顿特区联队转会到了皇家盐湖城。

## 职业统计
| 年份 | 俱乐部       | 出场 (+替补) | 进球 | 助攻 |
| ---- | ------------ | ------------ | ---- | ---- |
| 2004 | 华盛顿特区联 | 14 (16)      | 5    | 3    |
| 2005 | 华盛顿特区联 | 19 (9)       | 4    | 6    |
| 2006 | 华盛顿特区联 | 29 (3)       | 2    | 8    |
| 2007 | 皇家盐湖城   | 11 (1)       | 1    | 2    |
| 2007 | 賓菲加       | 0            | 0    | 0    |
| 总计 |              | 65 (28)      | 12   | 18   |